# قصور الساف
قصور الساف (به عربی: قصور الساف) یک منطقهٔ مسکونی در تونس است که در استان مهدیه واقع شده‌است. قصور الساف ۳۶٬۲۷۴ نفر جمعیت دارد.